# Абдулла, Сабир
Саби́р Абдулла́ (узб. Собир Абдулла, Sobir Abdulla, настоящее имя Сабирджан Абдулла́ев; 5 [18] сентября 1905, Коканд, Ферганская область, Российская империя — 24 октября 1972, Ташкент, Узбекская ССР, СССР) — узбекский писатель, поэт, драматург, специальный корреспондент. Заслуженный деятель искусств Узбекской ССР (1944). Народный поэт Узбекской ССР (1965). Лауреат Республиканской Государственной премии имени Хамзы (1971).

## Биография
Сабир Абдулла (Абдуллаев Собирджан) родился 5 (18) сентября 1905 года в городе Коканде (Ферганская область Российской империи) в семье служащего. Отец Сабирджана Абдуллажон Алимов (1863—1933) — был мирзо (писарь) и, будучи весьма образованным человеком, слыл знатоком классической узбекской и таджикско-персидской литературы, страстным поклонником поэзии Бедиля, прекрасным шахматистом, и дружил с видными поэтами того времени: Мукими, Фуркат, Завкий, Мавлоний Йюлдош и др. Мама — Хожарбиби Мухаммадамин кизи — также была образованной женщиной, и именно она научила сына довольно рано читать и писать. Под её влиянием у Сабирджана с раннего детства проявилась тяга к поэзии, которой, кстати, способствовали также его старшая сестра и тётя, писавшие газели под псевдонимами «Ногирон» и «Осиё» и поэтому, как говорил много позже сам поэт — «я всем сердцем мечтал о поэзии!».
К восьми годам Собирджан уже свободно читал в оригинале произведения многих поэтов востока, стараясь понять глубокий смысл газелей, маснави, касыда, а также сам пытался слагать стихи.
После окончания школы в 1920 году он продолжил учёбу в Кокандском Институте Просвещения. В 1924—1926 годах, работая в юмористическом отделе «Чиғирик» газеты «Янги Фарғона» (Новая Фергана), он активно печатает свои стихи в местных и центральных республиканских газетах и журналах; параллельно работает секретарём Ферганского облисполкома. В 1927 году он впервые пробует себя в жанре драматургии: выходит в свет его первая пьеса «Муҳбирга хужум» (Налёт на корреспондента).
С 1928 году, после окончания курсов подготовки журналистов, Сабир Абдулла возвращается в родной Коканд и продолжает работу в качестве специального корреспондента республиканской газеты «Қизил Ўзбекистон» (Красный Узбекистан) по Ферганской долине. С этого же года и до конца своей жизни он тесно сотрудничает с республиканским сатирико-юмористическим журналом «Муштум», выступая на его страницах с рассказами и очерками в стиле едкой сатиры, клеймящей малограмотность, бездушие, алчность, стяжательство и другие пороки некоторых представителей современного ему общества.
Новый этап в жизни Сабира Абдуллы, как талантливого драматурга, начинается в 1931 г. в Узбекском Государственном музыкальном театре (ныне Театр музыкальной драмы и комедии им. Мукими в Ташкенте), куда его приглашают на должность заведующего литературной частью. Затем трудовая и творческая деятельность продолжается в театрах музыкальной драмы в гг. Самарканде, Андижане, и вновь в Ташкенте, и это плодотворное сотрудничество продолжалось на протяжении всей его жизни. Сабир Абдулла создал около 30 сценических произведений. Они ставились на сценах многих театров не только в Узбекистане, но и в Киргизии, Таджикистане. Некоторые из них («Тахир и Зухра», «Алпомиш», «Мукимий», «Гул ва Навруз»), как классика современной узбекской драматургии, и по сей день находят своё место в репертуарах театров республики. Так, в честь 100-летнего юбилея поэта и драматурга Сабира Абдуллы и 110-летнего юбилея композитора Тохтасина Джалилова, написавшего музыку к драме «Тахир и Зухра», Государственный Академический Большой Театр имени Алишера Навои в Ташкенте возобновил постановку её оперного варианта.
Сабир Абдулла проявил себя и как талантливый киносценарист. Художественный фильм «Тахир и Зухра» (1945 г.), снятый по его (совместно с А. Спешневым) киносценарию, с большим успехом обошёл мировые экраны и занял достойное место в сокровищнице мирового киноискусства.
Сабир Абдулла был одним из очень немногих современных узбекских поэтов, в совершенстве владевших и широко использовавших в своём творчестве стихотворную форму «аруз». Форму, корни которой уходят вглубь веков, форму бессмертных творений великого Алишера Навои (Алишер Навои). Это, однако, нередко вызывало нападки критиков от «соцреализма», считавших «аруз» хоть и классической, но устаревшей, архаичной формой стихосложения. Но время всё расставило на свои места. Работая на стыке эпох, Сабир Абдулла явился как бы связующим звеном между классической и современной узбекской литературой и сумел сохранить в своих произведениях утончённую лиричность, музыкальность и загадочность восточной поэзии. Создавая свои лирические произведения он, продолжая лучшие традиции поэтов-классиков, первым из современных поэтов создал свой «Девон» (Диван), в который вошли его оригинальные произведения: стихи, газели, хажвия (юмор), мухаммасы, мусаддасы, мусамманы, тарджибанды, маснави, рубаи.
Сабир Абдулла является автором многочисленных сборников стихов. Никто не подсчитывал, сколько лирических стихов и газелей Сабира Абдуллы переложено на музыку, но доподлинно известно, что многие из них стали сегодня классикой узбекского песенного искусства. Они любимы народом и до сих пор исполняются на концертах, звучат по радио и телевидении. Каждое свадебное торжество в Узбекистане и сегодня открывается песней «Туйлар муборак…!» (ария — свадебное поздравление из музыкальной драмы «Тахир и Зухра»), впервые прозвучавшей в 1939 г.
Член КПСС с 1945 года.
Умер Сабир Абдулла 24 октября 1972 года. Похоронен на Чигатайском кладбище (Чигатайское кладбище) в г. Ташкент

## Семья
- Супруга — Саодатхон Абуллаева, (1912—1972), домохозяйка.
- Сын — Яшин Абдуллаев, (1931—1992), физик-электронщик, имеет четырёх дочерей и сына.
- Дочь — Яшна Абдуллаева, (1935—2018), физик-ядерщик, имеет дочь и сына.
- Дочь — Гульшан Абдуллаева, (1939—2005), врач-инфекционист, имеет сына.
- Дочь — Равшан Абдуллаева, (1944—2015), филолог, имеет дочь.

|  |

|  |  |  |  |  |

В 1958 году заслуженный деятель искусств УзССР, Народный художник УзССР Абдулхак Абдуллаев написал портрет Сабира Абдуллы и его дочерей
|  |  |  |

## Звания и премии
- 1944 — Заслуженный деятель искусств Узбекской ССР.
- 1965 — Народный поэт Узбекской ССР[6]
- 1971 — Государственная премия Узбекской ССР имени Хамзы за сборник стихов «Диван»[7]

## Награды
- орден Трудового Красного Знамени (18.03.1959)[8]
- 2 ордена «Знак Почёта» (31.01.1939;[9] 16.01.1950)
- 2 медали «За трудовое отличие» (1944; 1946)
- другие медали

## Творчество

### Поэзия (сборники стихов)
Сборник стихов (1929 г.), Весна (Навбаҳор, 1931 г.), Вдохновение свободы (Эрк илҳомлари, 1931 г.), Набат весны (Кўклам наъраси, 1932 г.), Восторг (Завқ, 1933 г), Дружба (Улфат, 1937 г.), Цветник (Гулшан, 1939 г.), Песни эпохи (Davr qosuqlari, 1941 г.), Слово и лира (Сўз ва соз, 1943 г.), Песни эпохи (Давр қўшиқлари, 1949 г.), Избранные произведения (Танланган асарлар, стихи, сценарии, 1956 г.), Стихи (1958 г, рус.), Избранные стихи и рассказы (Шеър ва хикояхои мунтахаб, тадж., 1958 г.), Цветник жизни (Ҳаёт гулшани, 1959 г.), Узбекские песни (Озбек олендери, каз., 1960 г.), Песни жизни (Ҳаёт кўшиқлари, стихи и песни, 1962 г.), Тени (Соялар, 1963 г.), Диван (Девон, 1 том, 1965 г.), Тахир и Зухра (Тоҳир ва Зуҳра, 2 том, 1969 г.), Ночь и день (Тун ва тонг, достон, 1971 г.), Улыбка и сожаление (Табассум ва таасуф, 1973 г.), Сборник произведений Сабира Абдуллы (Собир Абдулла асарлари, 1 — 4 том, 1975-80 г.), Уходи, очаровывая… (Зебо этиб кет…, избранное, к 100-летнему юбилею Сабира Абдуллы под редакцией Н. Каримова, 2007 г).

### Драматургия
Налёт на корреспондента (Мухбирга ҳужум, 1927 г.), Девушка — садовник (Боғбон қиз, 1930 г.), Сатирическая комедия «Длинноухий Азиз» (Узун қулоқ азиз, 1940 г.), Ойхон (1935 г.), Тахир и Зухра (Тоҳир ва Зуҳра, 1939 г.), Тахир и Зухра(1941)
, Курбан Умаров (Қурбон Умаров, 1941 г.), Даврон ота (в соавторстве с К. Яшеном, 1942 г.), Меч Узбекистана (Ўзбекистон қиличи, в соавторстве с Н. Погодиным, 1942 г.), Кучкор Турдиев (Қўчқор Турдиев, 1943 г.), Азим Пушка (1943 г.), Люблю (Севаман, 1944 г.), Тахир и Зухра(1946, 1953), Алпомиш (1947 г.), Алпомиш (1949 г.), Мукими (Муқимий, пьеса, 1953 г.), Мукими (1954), Таланты (Истеъдод, 1953 г.), Гул и Навруз (Гул ва Навруз, 1956 г., в основу лёг одноимённый дастан Лютфи), Моя Жаннат (Менинг Жаннатим, 1968 г.).

### Проза
Мукими (1955), Хасан и Кимсан (Хасан билан Кимсан, сказка, 1958 г.), Тени (Соялар, сатирические рассказы,1963 г.), Мавлоно Мукими (Мавлоно Муқимий, роман, узб.,1965 г.; в русском переводе Скиталец под редакцией М. Шевердина, 1970 г.), Рассказы про Гафура Гуляма и аптекаря (Ғафур Ғулом ва аптекачи хикоялари, 1969 г.), Пять приключений (Беш саргузашт, 1971 г.), Мукимий (роман, рус, 1988 г).

### Киносценарии и либретто
Сценарий х/ф «Тахир и Зухра» (совместно с А.Спешневым, 1945 г.); либретто к операм «Тахир и Зухра» (Тоҳир ва Зуҳра, 1949, 2007 г.), и «Проделки Майсары» (Майсаранинг иши, 1953, 1959, 2003 г.).

### Переводы
с арабского — стихи из книги «Тысяча и одна ночь» (Минг бир кеча, 1-8 том, 1959-63 г.);
с урду — сборник стихов известного Пакистанского поэта Ахмад Файза (1960-70 г.)

### Театральная деятельность
Пьесы Сабира Абдуллы ставились и ставятся на сценах музыкально-драматических театрах и ГАБТа имени А.Навои в Узбекистане, а также в театрах республик Средней Азии.
|  |  |

|  |  |

|  |  |

|  |  |

|  |  |

|  |  |

|  |